# Ľuboš Hanzel
Ľuboš Hanzel (* 7. Mai 1987 in Zavar) ist ein slowakischer Fußballspieler. Seine bevorzugte Position ist die des linken Verteidigers.

## Karriere

### Verein
Hanzel begann seine Karriere beim FC Spartak Trnava, wo er ab 2004 zum Profikader gehörte. Bis Januar 2008 kam er dort zu 38 Einsätzen in der Corgoň liga, wurde dann aber für ein halbes Jahr an den FC Senec ausgeliehen. In der Saison 2008/09 spielte er dann wieder für Spartak Trnava. Im August 2009 lieh ihn, nachdem er bereits vier Ligaspiele in der Slowakei absolviert hatte, der FC Schalke 04 bis zum Ende der Hinrunde aus mit der Option, ihn für weitere zweieinhalb Jahre unter Vertrag zu nehmen.
Am 12. Dezember 2009 kam Hanzel im Spiel bei Werder Bremen zu seinem ersten Bundesligaeinsatz für Schalke 04, als er in der 90. Minute für Jefferson Farfán eingewechselt wurde. Die Option auf eine Weiterbeschäftigung wurde nach der Hinrunde nicht wahrgenommen, sodass Hanzel zu seinem vormaligen Arbeitgeber zurückkehrte.
Im Januar 2013 wechselte Hanzel zum polnischen Erstligisten Jagiellonia Białystok. Er unterschrieb einen Dreijahresvertrag bis Ende Dezember 2015. Im Mai 2013 wurde der Vertrag jedoch vorzeitig in beiderseitigem Einvernehmen aufgelöst.
Dann folgte der Wechsel zum FC Banants Jerewan mit einer zwischenzeitlichen Ausleihe an Dukla Prag. Seit 2015 ist er wieder in seiner Heimat aktiv, aktuell beim Drittligisten FK Slovan Duslo Šaľa.

### Nationalmannschaft
Am 6. Juni 2009 gab Hanzel in Bratislava sein Debüt in der Nationalmannschaft. Beim 7:0-Sieg über San Marino in der WM-Qualifikation spielte er über die gesamten 90 Minuten und erzielte das siebte Tor für sein Team.

## Erfolge
- Armenischer Meister: 2014